# Bibron álvarangya
Bibron álvarangya (Pseudophryne bibronii) a kétéltűek (Amphibia) osztályának békák (Anura) rendjébe, a Myobatrachidae családba, azon belül a Pseudophryne nembe tartozó faj.

## Előfordulása
Ausztrália endemikus faja. Queensland állam délkeleti csücskétől Új-Dél-Wales állam keleti partja mentén Victoria állam középső területeiig honos. Elterjedési területének mérete nagyjából 721 300 km².

## Nevének eredete
Nevét Gabriel Bibron francia zoológus tiszteletére kapta.

## Megjelenése

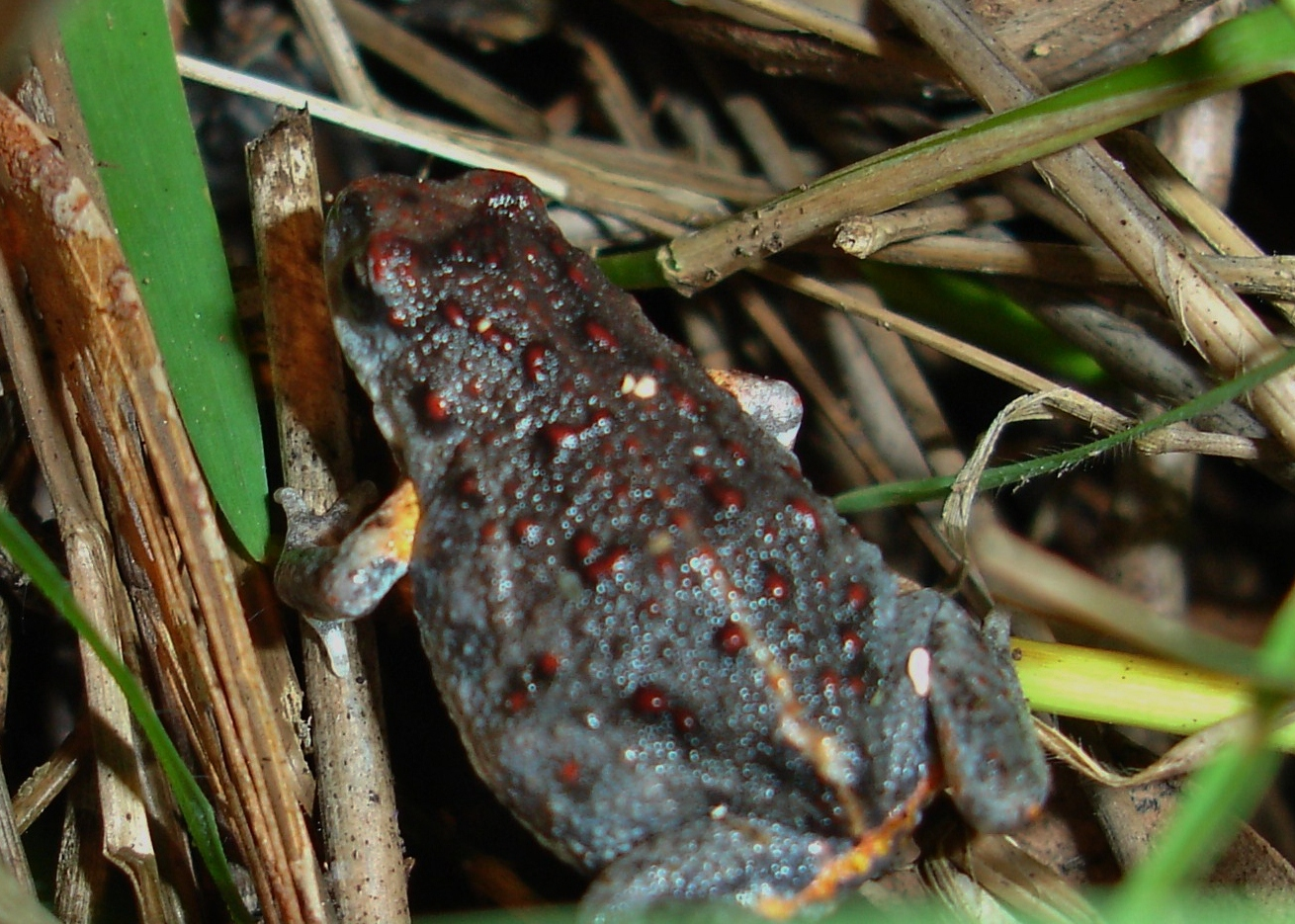
A Pseudophryne bibronii az avarban

Apró termetű békafaj, testhossza elérheti a 3 cm-t. Háta sötétszürke, kékesszürke vagy barna, gyakran apró fekete foltokkal vagy pettyekkel, alsó felén gyakran vörös-narancsszínű hosszanti csíkkal. A fején néha világosbarna vagy halvány narancssárga folt található. Hasa fekete, fehér foltokal. A karok felső része a vállnál és a combok hátsó része sárga, narancssárga vagy halvány barnás-narancs színű. Pupillája vízszintes elhelyezkedésű, írisze aranyszínű. Ujjai között nincs úszóhártya, ujjai végén nincsenek korongok.
A faj a méretét tekintve nagyfokú szexuális dimorfizmust mutat. A nőstények 14%-kal hosszabbak, és 15%-kal nehezebbek, mint a hímek. Ez a faj nőstény egyedeinek feltételezett hosszabb növekedési időszakának köszönhető. A nőstények hosszú élettartamának oka ismeretlen, de a feltételezések szerint a csökkent ragadozói kockázatnak köszönhető.

## Életmódja
Eső után az év bármely szakában szaporodik. A petéket kis csomókban rakja le a szárazföldön, nedves lombhulladék, kövek, fatörzsek és Sphagnum moha alá. Akárcsak a többi Pseudophryne faj esetében, a fészket a hím őrzi. Az ebihalak elérhetik a 3,5 cm hosszúságot, sötétszürke vagy barna színűek, fekete foltokkal. Miután a fészket elárasztja az eső, a vizekbe kerülnek, és négy-hat hónapig tart, amíg békává fejlődnek.

## Táplálkozása
A faj táplálkozása nagyon hasonlít egy másik ausztrál faj, a Pseudophryne coriacea táplálkozásához. Elsősorban az avarban található apró gerinctelenekkel, például kis méretű hangyákkal és rovarokkal táplálkozik. Úgy tűnik azonban, hogy a zsákmány tekintetében nem válogat. Bármilyen ízeltlábút elfogyaszt, amely az élőhelyén található avarban elérhetővé válik számára. Apró fekete hangyák a leggyakoribb táplálékforrás a faj számára. Ez a faj pumiliotoxinokat (PTX-eket) is termel, amellyel elriasztják a ragadozókat. Bár a mechanizmus nem ismert, a táplálékukban található bizonyos alkaloidok fogyasztása lehetővé teszi a békák számára, hogy olyan PTX-eket termeljenek, amelyek elriasztják a ragadozókat, például a kígyókat. Ezek a toxinok hasonlóak a dél-amerikai nyílméregbéka-félék (Dendrobatidae) által kiválasztott vegyületekhez.
A mérgező PTX-ek miatt a kígyófajok kerülik az ilyen békák elfogyasztását. A P. Bibronii egyetlen valódi ismert ragadozója a barnacsíkos mocsárjáróbéka (Limnodynastes peronii). Az ausztráliai Új-Dél-Walesben, a Wallingat State Forestben két barnacsíkos mocsárjáróbéka béltartalmában is megtalálták Bibron álvarangyának a csontjait.

## Természetvédelmi helyzete
A vörös lista a nem fenyegetett fajok között tartja nyilván. Több természetvédelmi területen is megtalálható. Korábban nemének leggyakoribb és legelterjedtebb tagjának tartották, de az utóbbi években úgy tűnik, hogy egyes területeken a populációk csökkenőben vannak.